# Lacul Golești
Lacul de acumulare Golești reprezintă un corp de apă artificial de o importanță considerabilă, situat în județul Argeș, România, format pe cursul râului Argeș. Acesta este amplasat geografic în Câmpia Înaltă a Piteștiului, la sud-vest de Piemontul Cândești. Inaugurat în anul 1983, odată cu darea în folosință a barajului aferent, lacul Golești a devenit o componentă esențială a infrastructurii hidrotehnice naționale..
Proiectarea sa a vizat o utilizare complexă, depășind simpla reținere a apei. Printre funcționalitățile sale multiple se numără asigurarea unui debit suplimentar pentru alimentarea cu apă a capitalei, București, și servirea ca sursă de rezervă pentru necesitățile industriale ale AC ARPECHIM SA Pitești. Pe lângă acestea, lacul contribuie la producția de energie hidroelectrică, irigații și combaterea inundațiior .. Această abordare multifuncțională subliniază o decizie strategică de proiectare, menită să sprijine dezvoltarea regională prin maximizarea beneficiilor dintr-o singură investiție majoră. Faptul că asigură apă pentru București și Pitești, centre urbane și industriale cheie, ridică rolul lacului de la o utilitate locală la o componentă critică a infrastructurii naționale. Funcția sa de control al inundațiilor evidențiază, de asemenea, importanța sa în atenuarea dezastrelor pentru bazinul Argeșului. Această complexitate a utilizării demonstrează o abordare planificată a gestionării resurselor, valorificând la maximum investiția pe scară largă. Astfel, construcția și administrarea continuă a lacului sunt intrinsec legate de interesele vitale naționale și regionale, explicând amploarea semnificativă a ingineriei sale și monitorizarea constantă.

## Geografie și Caracteristici Hidrografice

### Localizare și Coordonate Geografice
Lacul Golești este poziționat pe râul Argeș, într-o zonă de tranziție colinară, la o altitudine de aproximativ 253 de metri. Extinderea sa geografică este definită de coordonatele 44º 48' 23" - 44º 50' 03" latitudine nordică și 24º 55' 03" - 24º 59' 54" longitudine estică. Bazinul lacului se încadrează în Câmpia Înaltă a Piteștiului, fiind situat la sud-vest de Piemontul Cândești.
În imediata sa vecinătate, malul stâng este mărginit de terenuri agricole aparținând localităților Ștefănești și Golești, în timp ce malul drept este delimitat de centura ocolitoare a Piteștiului și de o zonă împădurită din comuna Oarja. O caracteristică notabilă a amplasării sale este porțiunea semnificativă mărginită și chiar traversată de Autostrada A1 (România) și de cale ferată la capătul său amonte, ceea ce facilitează un acces facil. Lacul se află la aproximativ 6 km de Oarja, 15 km de Leordeni, 17 km de Pitești și 105 km de București.
Aceste detalii geografice, incluzând altitudinea, coordonatele, proximitatea față de centrele urbane și, mai ales, integrarea cu rețelele majore de transport (autostrada și calea ferată), sugerează că amplasarea lacului a fost aleasă nu doar pentru condiții hidrologice optime, ci și pentru accesibilitatea sa strategică. Conexiunea cu infrastructură de transport este crucială pentru funcțiile sale multiple, cum ar fi distribuția eficientă a apăi și transmiterea energiei, dar și pentru facilitarea accesului recreativ. Această planificare demonstrează o viziune amplă, depășind considerentele pur inginerești. Lacul nu este o entitate naturală izolată, ci o componentă profund integrată în peisajul și infrastructura regională, concepută pentru a-și susține eficient rolurile economice, sociale și de mediu.

### Dimensiuni și Morfometrie
Suprafața Lacului Golești variază în funcție de nivelul apei și de metodologia de măsurare, fiind raportată la 656 hectar (ha), 680 ha la încărcare maximă, 634 ha și aproximativ 6.03 kilometru pătrat (603 ha). Cifra cea mai frecvent citată pentru suprafața generală este de 634 ha. Adâncimea medie a lacului este de 7 metri, atingând o adâncime maximă de 16,5 metri. Volumul total al apei la Nivel Normal de Retenție (NNR) este de 55 milioane metru cubi (m³), iar la încărcare maximă poate ajunge la 78,5 milioane m³. Lacul se întinde pe o lungime de aproximativ 7 kilometru.
Timpul său de retenție este relativ scurt, de 15 zile, indicând o rată ridicată de reînnoire a apei. Prezența unor cifre variate pentru suprafața lacului este o caracteristică comună a lacurilor de acumulare artificiale, deoarece suprafața lor este direct influențată de nivelul apei. Specificarea "la încărcare maximă" pentru valoarea de 680 ha oferă un context esențial, indicând capacitatea maximă a lacului.
Timpul de retenție relativ scurt de 15 zile este o caracteristică hidrologică semnificativă, sugerând că lacul este un sistem dinamic, cu un flux continuu, mai degrabă decât un corp de apă stagnant. Această reînnoire rapidă a apei are implicații asupra calitatea apei, permițând o diluție mai rapidă a poluantilor și o reînnoire eficientă a apei pentru aprovizionare, precum și asupra proceselor ecologice. Prin urmare, este important să se recunoască aceste variații și să se ofere contextul adecvat, cum ar fi nivelul de încărcare maximă, pentru a asigura precizia informațiilor. Timpul scurt de retenție subliniază rolul activ al lacului în sistemul râului, influențând stabilitatea sa ecologică și eficiența în îndeplinirea funcțiilor sale de gestionare a apei.

### Barajul Golești
Barajul Golești este o structură compozită, clasificată ca baraj de greutate și baraj de pământ. Construcția sa a implicat utilizarea diverselor materiale geologice, inclusiv pietriș, nisip, argilă și marnă. Dimensiunile sale cheie includ o înălțime de 32 de metri și o lungime impresionantă a coronamentului de 7866 de metri . De asemenea, este menționată o "lungime baraj frontal" de 637,5 metri, probabil referindu-se la o secțiune specifică a structurii.
Barajul este prevăzut cu un deversor etajat, cu o înălțime de 19,5 metri, conceput pentru o descărcare eficientă a apei și o reglare precisă a debitului. Dimensiunile substanțiale ale barajului și clasificarea sa ca "baraj de greutate și de pământ construit pe pietrișuri, nisipuri, argile, marne" evidențiază complexitatea inginerească și investiția semnificativă necesară pentru construcția sa. Alegerea materialelor și a designului, cum ar fi deversorul etajat, reflectă principii avansate de inginerie hidraulică și hidrologie, aplicate pentru a gestiona volume mari de apă și a asigura integritatea structurală.
Menționarea unei "lungimi a barajului frontal" sugerează o structură complexă, cu multiple componente, tipică pentru barajele de mare anvergură concepute pentru funcții diverse. Astfel, barajul nu este doar o barieră, ci o realizare inginerească sofisticată, al cărei design facilitează direct funcțiile multiple ale lacului, în special controlul inundațiilor și eliberarea controlată a apei pentru producție de energie și aprovizionare cu apă. Amploarea sa subliniază rolul critic în infrastructură hidraulică regională.

### Hidrografie
Lacul Golești este alimentat în principal de râul Argeș. Un canal de fugă, o lucrare inginerească, se întinde pe o lungime de 2.251 de metri înainte de a se vărsa în vechea albie a râului Argeș. Volumul de apă și debitul lacului sunt influențate semnificativ de condițiile hidrologice, cu creșteri observate în timpul viitură, rezultate din precipitații relativ uniforme în zonele montan, de deal și de platformă ale bazinului.
Descrierea creșterii debitului lacului datorită "precipitațiilor relativ uniforme în zona de munte, de deal și de platformă" indică faptul că Lacul Golești joacă un rol crucial în reglarea debitului râului Argeș pe întregul său bazin, nu doar la nivel local. Acest lucru susține direct funcția sa de controlul inundațiilor, acționând ca un tampon împotriva evenimentelor de ape mari provenite din diverse regiuni în amonte.
Prezența și lungimea "canalului de fugă" subliniază și mai mult capacitatea sa inginerească de a gestiona și devia volume mari de apă, demonstrând un sistem sofisticat de control hidrologic. Prin urmare, lacul funcționează ca o componentă activă și integrată a sistem de gestionare a apei regionale, conceput pentru a atenua variabilitatea hidrologică naturală și pentru a proteja comunitățile și infrastructura din aval de impactul inundațiilor, asigurând astfel stabilitatea regională.

## Istoric și Construcție

### Contextul Amenajării
Construcția barajului și a Lacului Golești a făcut parte dintr-un program național amplu și ambițios de dezvoltare a resurselor hidroenergetice ale României. Acest program extins a fost lansat la sfârșitul anilor 1940 de către Institutul de Studii și Proiectări Energetice (ISPE). Inițiativa a fost coordonată de profesori de renume precum Dorin Pavel și Cristea Mateescu, recunoscuți ca fondatori ai școala românească de hidrotehnică, ceea ce subliniază fundamentul academic și științific solid al acestor proiecte.
Cu toate acestea, aceste amenajare hidrotehnică de anvergură, inclusiv Golești, au generat transformări semnificative și o puternică antropizare a mediului natural în zonele limitrofe, alterând peisaje preexistente, cum ar fi luncăle râurilor. Integrarea barajului Golești într-un program național de dezvoltare hidroenergetică, inițiat după Al Doilea Război Mondial, indică faptul că crearea lacului a fost o consecință directă a eforturilor de industrializare și modernizare ale României, cu un accent puternic pe independență energetică și gestionarea apei.
Implicarea unor figuri academice proeminente subliniază viziunea strategică pe termen lung și rigoarea științifică din spatele acestor proiecte de infrastructură la scară largă. Cu toate acestea, aceste obiective de dezvoltare au avut costuri ecologice semnificative, alterând peisaje naturale precum luncile. Astfel, Lacul Golești este o moștenire tangibilă a unei ere istorice specifice și a unei politici naționale de dezvoltare, reflectând prioritățile strategice ale țării pentru creștere industrială și securitate energetică. În același timp, existența sa servește ca un studiu de caz pentru compromisurile de mediu inerente intervențiilor umane pe scară largă asupra sistemelor naturale, evidențiind provocarea continuă de a echilibra dezvoltarea cu conservare ecologică.

### Cronologia Construcției și Dării în Folosință
Barajul și Lacul Golești au fost puse oficial în funcțiune în anul 1983, cu finalizarea lucrărilor principale de amenajare înregistrată la 20 aprilie 1983. Totuși, o bază nautică destinată sporturi olimpice pe lac este menționată ca fiind construită în 1970. Această dată anterioară se referă cel mai probabil la realizarea unor facilități specifice sau la demararea unor lucrări hidrotehnice preliminare în zonă, premergătoare finalizării barajului și a lacului de acumulare.
Această succesiune cronologică reflectă un proces de dezvoltare în etape, caracteristic proiectelor de infrastructură de mare amploare. Barajul principal și lacul de acumulare, care definesc structura lacului, au devenit pe deplin operaționale în 1983, în timp ce lucrările pregătitoare sau construcția facilităților auxiliare, precum baza nautică, au putut începe sau fi finalizate anterior. Această secvențiere subliniază faptul că proiectele majore de infrastructură implică componente multiple care devin operaționale la momente diferite.

## Utilizări și Funcționalități

### Alimentare cu apă
Lacul Golești joacă un rol esențial în asigurarea unei surse suplimentare de apă pentru capitala României, București. De asemenea, servește ca sursă de rezervă pentru alimentarea cu apă a AC ARPECHIM SA Pitești, o unitate industrială importantă. Funcția de rezervă a lacului subliniază importanța sa strategică, nu doar în ceea ce privește volumul de apă disponibil, ci și securitatea alimentării cu apă la nivel municipal și industrial. Prin menținerea unei rezerve adecvate, Lacul Golești sprijină continuitatea operațiunilor industriale și contribuie la prevenirea perturbărilor economice, consolidând astfel stabilitatea regională și securitatea aprovizionării cu apă.

### Producția de energie hidroelectrică
Pe lângă alimentarea cu apă, Lacul Golești funcționează ca rezervor principal pentru producția de energie hidroelectrică. Centrala hidroelectrică asociată are o putere instalată de 7,70 MW și generează, în medie, 19,60 GWh pe an. Energia produsă contribuie semnificativ la sistemul energetic național, asigurând echilibrarea rețelei și permițând, în anumite perioade, chiar exportul de energie. Gestionarea apei în vederea producerii de energie implică și strategii preventive, cum ar fi reducerea nivelului apei în timpul iernii pentru a face față topirii zăpezilor în primăvară. Astfel, centrala Golești reprezintă un element strategic pentru securitatea energetică a României, asigurând stabilitatea rețelei și sprijinind independența energetică a țării.

### Alte folosințe
Pe lângă funcțiile sale primare, apele Lacului Golești sunt utilizate și pentru irigații agricole. De asemenea, lacul joacă un rol vital în controlul inundațiilor, atenuând impactul evenimentelor de ape mari pe râul Argeș. Lista cuprinzătoare de utilizări – alimentare cu apă, producție de energie, irigații și controlul inundațiilor – demonstrează o abordare holistică și integrată a gestionării resurse de apă. Această maximizare a beneficiilor multisectoriale este caracteristică proiectelor hidrotehnice de anvergură, având ca scop abordarea diverselor nevoi ale societății (urbane, industriale, agricole, de siguranță) dintr-o singură infrastructură. Această gestionare integrată reduce necesitatea unor soluții separate, adesea redundante, pentru fiecare sector. Astfel, Lacul Golești funcționează ca un nod central pentru gestionarea apei la nivel regional, contribuind semnificativ la productivitate agricolă și la siguranță publică, sporind astfel bunăstarea socio-economică generală a zonelor înconjurătoare și nu numai.

## Ecologie și Biodiversitate

### Calitatea apei
Calitatea apei Lacului Golești este monitorizată regulat, cu evaluări efectuate până în 2023. Din punct de vedere ecologic, lacul este caracterizat ca mezotrof, prezentând o tendință clară de antropizare. Această antropizare este atribuită în principal deversării ape uzate biologic tratate din municipiul Pitești. Cu toate acestea, apa este, de asemenea, clasificată ca având Clasa I de calitate a apei, indicând o puritate ridicată pentru anumiți parametri. Monitorizarea poluanți specifici a încetat în 2014, deoarece analizele anterioare nu au arătat concentrații îngrijorătoare, iar indicatori fizico-chimici generali au rămas buni. După prăbușirea elicopterului militar în 2006, Apele Române au prelevat imediat probe de apă în aval pentru a monitoriza o potențială contaminare cu combustibil și au luat în considerare închiderea canal de alimentare către București ca măsură de precauție.
Există o aparentă contradicție în informațiile privind calitatea apei: pe de o parte, lacul este descris ca "mezotrof cu o tendință clară de antropizare" din cauza deversărilor de ape uzate, sugerând un anumit impact ecologic; pe de altă parte, apa este clasificată ca "Clasa I de calitate", ceea ce indică, de obicei, o puritate excelentă. Aceasta sugerează că evaluările calității apei pot fi multifacetate. Clasificarea "Clasa I" se poate referi la parametri chimici sau fizici specifici, care sunt bine menținuți. Însă termenii "mezotrof" și "antropizare" se referă la sănătatea ecologică generală, indicând o îmbogățire moderată cu nutrienți și o influență umană semnificativă asupra structurii și funcției ecosistem. Întreruperea monitorizării poluanților specifici din 2014, bazată pe rezultate bune anterioare, subliniază un accent pe siguranța chimică, posibil neglijând schimbările ecologice cronice. Răspunsul rapid la accidentul de elicopter evidențiază o capacitate de reacție la evenimente de poluare acută, distinctă de gestionarea antropizării cronice.
Prin urmare, calitatea apei Lacului Golești este o chestiune complexă, unde respectarea anumitor standarde chimice coexistă cu presiunile ecologice continue din activitățile umane. Aceasta necesită o înțelegere nuanțată a "calității" și sugerează că, deși apa poate fi sigură pentru consum uman, sănătatea sa ecologică generală necesită o monitorizare continuă și cuprinzătoare, precum și strategii de gestionare care să abordeze atât puritatea chimică, cât și integritatea ecosistemului.

### Flora și Vegetația
Formarea a trei insule în centrul Lacul Golești, datorită depunerilor aluvionare, a creat noi habitate. Aceste insule, împreună cu malurile lacului și zonele din amonte, sunt caracterizate de o vegetație palustră abundentă, incluzând stuf, papură, anini și sălcii. Vegetația servește drept habitat crucial pentru diverse specii de floră și faună acvatică. Cu toate acestea, studiile indică prezența unui număr redus de specii caracteristice zonelor ripariene umede naturale. Majoritatea speciilor identificate sunt comune, euribionte, colonizând habitatele ca urmare a degradării cauzate de presiunea antropică semnificativă. Principalele cauze includ dispariția zăvoaielor, extinderea zonelor agricole și urbane, pășunatul nereglementat, depozitarea necorespunzătoare a deșeurilor, construcția căilor de acces și incendierea vegetației.
Apariția insulelor datorită aluviunilor este un proces natural în lacurile de acumulare, conducând la stabilirea unei noi vegetații palustre. Cu toate acestea, habitatele ripariene în ansamblu sunt degradate, cu o tendință de dominare a speciilor comune în detrimentul florei caracteristice zonelor umede. Degradarea este direct legată de activitățile umane, cum ar fi defrișările, agricultura, urbanizarea și depozitarea deșeurilor. Astfel, ecosistemul lacului este semnificativ modificat, cu habitate naturale alterate și nișe ecologice noi, dar cu biodiversitate ripariană compromisă.

### Fauna
Vegetația palustră și mediul acvatic general al Lacul Golești oferă habitate favorabile pentru o gamă diversă de specii de păsări pe tot parcursul anului. Printre speciile protejate se numără păsări acvatice din ordinul Pelecaniformes, precum pelicani și cormorani. De interes deosebit este prezența fluturelui protejat Lycaena dispar (fluturele purpuriu), listat în Directiva Habitate a Uniunii Europene (92/43/EEC, Anexa II) și în legislația românească (O.U.G 57/20.06.2007). Aceasta a fost identificată la coada lacului. Statutul său IUCN s-a îmbunătățit de la "vulnerabil" la "aproape amenințat" datorită măsurilor europene de protecție.
Lacul Golești face parte din aria protejată ROSPA 0062, denumită oficial "Lacurile de acumulare de pe Argeș", ceea ce subliniază importanța sa pentru avifaună și conservare. În ciuda antropizării și degradării habitatului, lacul găzduiește specii protejate la nivel european. Totuși, prezența deșeurilor, în special a plasticului, la coada lacului amenință direct biodiversitatea recunoscută, evidențiind complexitatea interacțiunii dintre dezvoltarea umană și conservarea ecosistemului.

### Provocări Ecologice
O provocare ecologică majoră este prezența cantităților considerabile de deșeuri, în special plastic, la coada lacului și în lacurile învecinate, precum Prundu și Budeasa. Gestionarea acestei probleme necesită colectare și eliminare eficientă a deșeurilor, inspecții și igienizare periodică, precum și campanii de conștientizare publică pentru educarea comunității privind gestionarea corectă a materialelor nebiodegradabile.
Degradarea habitatului din cauza presiunii umane persistă și afectează statutul lacului ca zonă protejată și biodiversitatea sa. Aceasta evidențiază nevoia critică de strategii robuste de gestionare a mediului, îmbunătățirea infrastructurii, aplicarea reglementărilor și implicarea publică pentru protejarea sănătății ecologice a Lacul Golești pe termen lung.

## Evenimente Notabile

### Accidentul Aviatic din 2006
La 24 octombrie 2006, un incident semnificativ a avut loc atunci când un elicopter militar, un IAR 330 Puma aparținând Ministerului Apărării, s-a prăbușit în Lacul Golești în jurul orei 13:30, în timpul unui zbor de antrenament. Accidentul s-a produs la aproximativ 8 kilometri de Pitești. În mod tragic, toți cei trei membri ai echipajului – comandorul Adrian Marinescu, locotenentul Adrian Cioarbă și maistrul militar Constantin Hurchi – și-au pierdut viața în urma prăbușirii. Comandorul Marinescu era un pilot cu experiență vastă, acumulând 2400 de ore de zbor pe elicoptere Puma. S-a confirmat că elicopterul nu transporta armament sau muniție. Echipele de căutare și salvare au reușit să recupereze epava elicopterului din lac. În urma prăbușirii, Administrația Națională "Apele Române" a acționat imediat, prelevând probe de apă în aval pentru a monitoriza o potențială contaminare cu combustibil și luând în considerare închiderea temporară a canalului de alimentare care leagă râul Argeș de râul Dâmbovița (care alimentează Bucureștiul) ca măsură de precauție. Incidentul a fost inițial raportat de către lucrătorii de la baraj.
Relatările detaliate ale accidentului de elicopter militar evidențiază riscurile operaționale inerente asociate antrenamentelor militare, mai ales atunci când acestea sunt efectuate deasupra sau în apropierea infrastructurii civile critice. Răspunsul imediat al "Apelor Române" și luarea în considerare a închiderii canalului de alimentare cu apă către București este un detaliu crucial. Acesta demonstrează existența unor planuri de urgență robuste pentru evenimente de poluare acută și subliniază importanța primordială a lacului ca sursă de apă pentru capitală. Faptul că lucrătorii barajului au fost primii care au raportat incidentul indică, de asemenea, vigilența lor continuă și rolul integral în supravegherea locală și răspunsul la urgențe. Acest eveniment servește ca o reamintire a vulnerabilităților infrastructurii naționale critice la accidente neprevăzute. Subliniază necesitatea unor protocoale cuprinzătoare de răspuns la urgențe și a unor măsuri riguroase de protecție a mediului pentru a proteja resursele vitale, cum ar fi alimentarea cu apă, chiar și în fața unor incidente neașteptate.

### Curiozități
În anul 2012, în timpul unei perioade în care Barajul Golești a fost golit pentru curățare și pregătire pentru sezonul de iarnă, a fost făcută o descoperire neobișnuită: paznicul barajului a raportat existența unor seifuri găsite pe fundul lacului. Această descoperire, deși nu sunt furnizate detalii suplimentare despre conținutul sau semnificația finală a seifurilor, adaugă o notă de mister și intrigă istoriei lacului, dincolo de aspectele sale pur funcționale. Poate contribui la folclorul local sau la legendele urbane din zonă. Prin urmare, pe lângă rolurile sale principale de rezervor și sursă de energie, Lacul Golești are potențialul de a oferi descoperiri istorice sau anecdotice neașteptate, îmbogățind narațiunea sa și contribuind la identitatea sa locală și la fascinația publică.